# Базель-Штадт
Ба́зель-Штадт (нем. Basel-Stadt, фр. Bâle-Ville) — немецкоязычный полукантон на севере Швейцарии. Самый маленький и самый густонаселённый кантон Швейцарии. Объединяет город Базель и муниципалитеты Беттинген и Риэн. Административный центр — город Базель. Население — 187 425 человек (15 место среди кантонов; данные 2012 г.).

## География
Базель расположен на границе с Францией и Германией. С этими двумя странами у города налажены транспортные и экономические связи.

## История
Кантон образовался в 1833 году в результате раздела исторического кантона Базель (вошёл в конфедерацию в 1501 году) на городскую и сельскую части.

## Административное деление

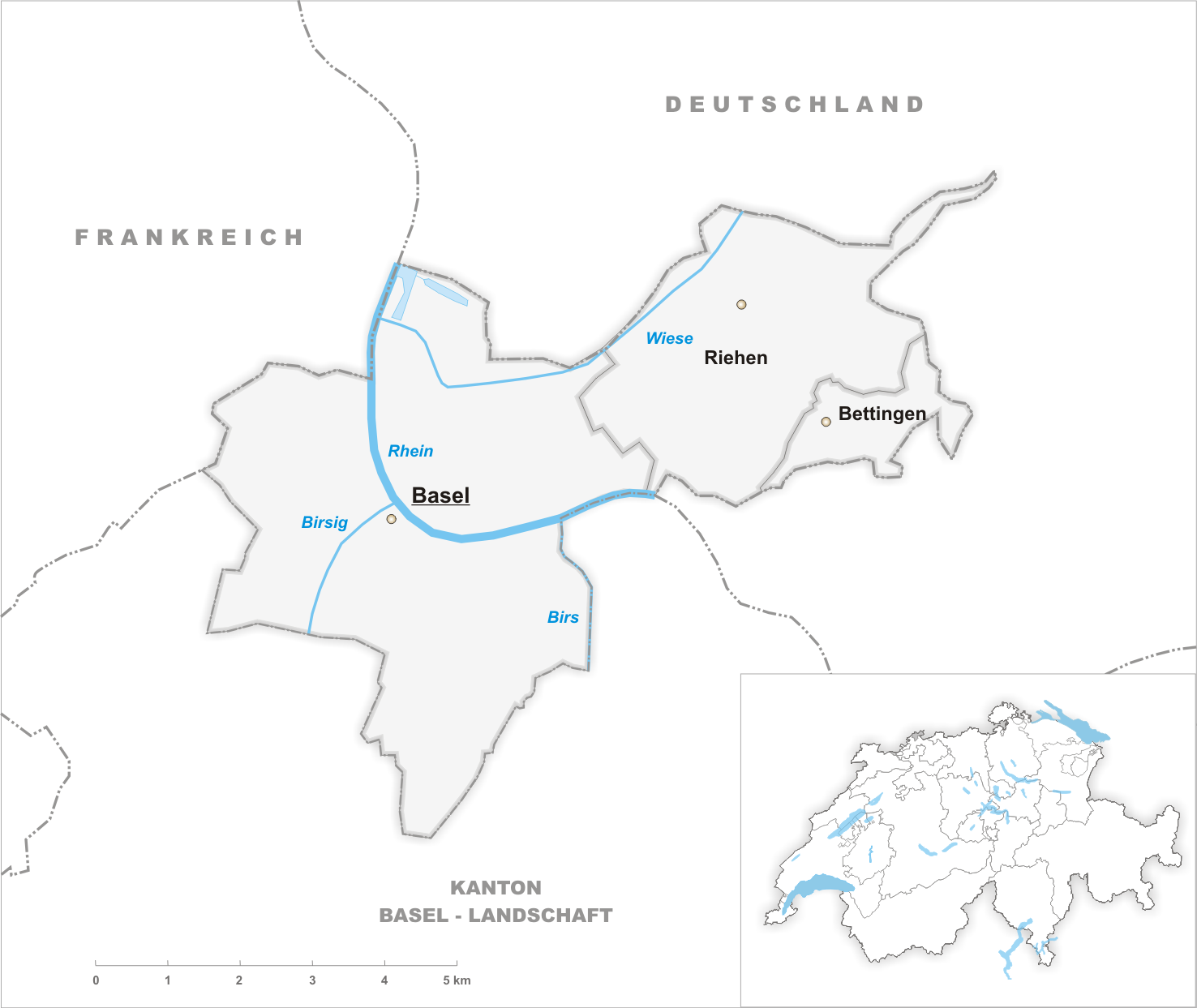
Коммуны кантона Базель-Штадт

Кантон делится на 3 коммуны:
- Базель
- Беттинген
- Риэн

## Государственное устройство
Законодательный орган — совет кантона (Grosser Rat), исполнительный орган — правительственный совет (Regierungsrat), суды апелляционной инстанции — апелляционные суды (Appellationsgericht), суды первой инстанции — гражданские (Zivilgericht) и уголовные суды (Strafgericht).

## Экономика
Предприятия банковской, химической и фармацевтической отраслей.